# Poul Petersen
Poul Petersen (Copenaghen, 11 aprile 1921 – Tisvilde, 31 maggio 1997) è stato un allenatore di calcio e calciatore danese, di ruolo difensore.

## Carriera
Con la Nazionale danese pertcipò ai Giochi Olimpici nel 1948 (ottenendo un bronzo) e nel 1952. Da allenatore guidò la Danimarca alla sua prima partecipazione ad un europeo, nel 1964.